# Tõnis Vares
Tõnis Vares (* 11. Julijul. / 23. Juli 1859greg. in Lätkalu, heute Kreis Viljandi; † 27. Juni 1925 in Tallinn) war ein estnischer Jurist und Politiker.

## Leben
Tõnis Vares besuchte von 1872 bis 1882 eine geistliche Schule und ein Seminar in der livländischen Hauptstadt Riga. 1882 machte er sein Abitur als Externer am Alexander-Gymnasium von Tallinn. Er schloss 1887 sein Jura-Studium an der Rechtswissenschaftlichen Fakultät der Universität Petersburg ab.

## Im zaristischen Russland
Von 1882 bis 1884 war Vares als Berater und Übersetzer an der „Revision“ der sozialen, wirtschaftlichen und politischen Bedingungen in den baltischen Provinzen Russlands durch den zaristischen Senator Nikolaj Manassein (1834–1895) beteiligt.
Ab 1888 war Vares als Richteranwärter in Tallinn tätig. Ab 1899 war er in Haapsalu Kommissar für die Belange der Bauernschaft. 1903 wechselte er zum russischen Generalgouverneur in Vilnius. Von 1909 bis 1917 arbeitete er im russischen Finanzministerium in der Hauptstadt Sankt Petersburg und im Finanz-, Bank- und Steuerwesen in Riga. Für seine besonderen Verdienste wurde ihm der Titel eines Geheimrats verliehen.

## In der Republik Estland
Im russischen Revolutionsjahr zog Vares im März 1917 in seine Heimat zurück. 1919/20 war er im Finanzministerium der neugegründeten Republik Estland beschäftigt. Von Juli bis Oktober 1920 war der parteilose Vares Finanzminister in der Regierung des Staatsältesten (Regierungschefs) Jaan Tõnisson. Gleichzeitig war er Vorsitzender des Ausschusses, der nach dem Friedensvertrag von Tartu 1920 die Rückführung von kriegsbedingt verbrachtem estnischem Eigentum aus Sowjetrussland überwachen sollte.
Von Anfang 1921 bis Juni 1922 war Vares erster Leiter der estnischen Gesandtschaft in Moskau.
Nach seinem Ausscheiden aus dem diplomatischen Dienst war Vares von Juni 1922 bis Juli 1924 Richter am Estnischen Staatsgerichtshof (Riigikohus). Von 1924 bis zu seinem Tod einer Jahr später war er Direktor der estnischen Zentralbank, der Eesti Pank.
Nach seinem Tod 1925 wurde Vares auf dem orthodoxen Alexander-Newski-Friedhof von Tallinn beigesetzt.